# Rhypopteryx xuthosticta
Rhypopteryx xuthosticta är en fjärilsart som beskrevs av Collenette 1938. Rhypopteryx xuthosticta ingår i släktet Rhypopteryx och familjen tofsspinnare. Inga underarter finns listade.